# よ
よ、ヨは、日本語の音節のひとつであり、仮名のひとつである。1モーラを形成する。五十音図において第8行第5段（や行お段）に位置する。

## 概要

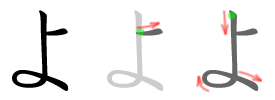
「よ」の筆順

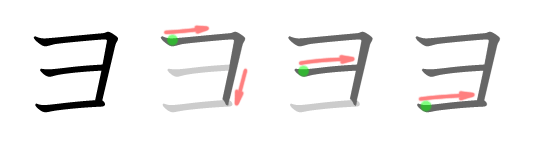
「ヨ」の筆順

- 現代標準語の音韻: 1子音と1母音からなる音 /yo/。母音い/i/の口の構えから行われる半母音である有声子音/y/とおからなる音。国際音声字母で子音は硬口蓋接近音 [j]であり、[jo]と表記できる。
- 五十音順: 第38位。や行い段とえ段のいとえを数に加えると40位。
- いろは順: 第15位。「か」の次、「た」の前。
- 平仮名「よ」の字形: 「与」の草体
- 片仮名「ヨ」の字形: 「与」の下の部分 (若しくは旧字「與」の略体の終画とする考え方も。学研刊『漢字源』JIS第1～第4水準版を参照)
- ローマ字: yo
- 点字:
- 通話表: 「吉野のヨ」
- モールス信号: －－
- 手旗信号：8→6

- 発音: よ[ヘルプ/ファイル]

## よ に関わる諸事項
- い段の文字に後続して、開拗音を構成する。このとき、一般に「よ」は「ょ」のように小さく書く。また、「テョ」「デョ」は、「て」、「で」の子音にそのまま「よ」の音を続けた音（/tjo/、/djo/）を表す。
- 「余」または「予」は、日本語で一番短い一人称である。
- 国鉄及びJRの用途記号では「ヨ」は車掌車。
- 自動車ナンバープレートの用途記号では「よ」は「駐留軍人用（日本で退役・除隊した軍人の車）」（軽自動車を除く）。